# إديفالدو هولاندا جونيور
إديفالدو هولاندا جونيور (من مواليد 1 يوليو 1978) محامي وسياسي برازيلي. يشغل حاليًا منصب رئيس بلدية ساو لويس، مارانهاو منذ 1 يناير 2013. شغل منصب عضو مجلس من 2005 إلى 2011 ومنصب نائب فيدرالي من 2011 إلى 2012.
في 29 أكتوبر 2016 أعيد انتخابه في الجولة الثانية.